# Héricourt-i csata
Az héricourt-i csatát a Burgundi Hercegség, valamint az ellene szövetkező Svájci Ószövetség és Zsigmond osztrák főherceg csapatai vívták 1474. november 13-án.

## Ostrom és csata
1474. október 25-én a svájci konföderáció háborút hirdetett a Burgundi Hercegség ellen, csatlakozva a Zsigmond főherceg és az olyan városok, mint Strasbourg, Bázel és Colmar által kötött szövetséghez. A hadüzenet után háromezer berni és ötszáz freiburgi, valamint soleure-i katona indult el Héricourt felé Nicolas de Schachnachtal vezetésével. A sereg |Bienne-től nyugatra átkelt a Jura-hegységen. November 5-én megérkeztek a Burgundia kapujának nevezett városhoz, amely a hercegség felső-elzászi és Franche-Comté tartományait kötötte össze. Nemsokára csatlakozott hozzájuk egy Bázelből érkező egység, valamint más alakulatok, köztük egy osztrák lovascsapat. A sereg létszáma hamarosan elérte a 18 ezer főt.
Az ostrom megkezdése után két burgundiai parancsnok, Neuchâteli Henrik, Belmont ura és Savoyai Jakab, Romont grófja csapatokat gyűjtött, hogy felszabadítsa a várost. Nyolcezer lovas (nehéz- és könnyűlovasok, valamint lovas íjászok) és négyezer gyalogos érkezett táborukba. November 13-án megindultak az ostromlók felé, de nem elég gyorsan, hogy meglepjék őket. Így a svájciaknak volt idejük felkészülni, és úgy döntöttek, hogy ők támadnak. Csapataikat, amelyek főként lándzsásokból és alabárdosokból álltak, két részre osztották.
A burgundiaiakat meglepte a svájci előrenyomulás, és a soraik gyorsan felbomlottak. A katonák menekülni kezdtek, nyomukban az osztrák lovassággal. A szövetséges csapatok alig szenvedtek veszteséget, a burgundiai halottak száma viszont elérte az 1600-at. A svájciak szokás szerint nem ejtettek foglyokat, mindössze hetven burgundiai katonát vittek magukkal Bázelbe. Héricourt védői november 16-án megadták magukat.